# Cauville-sur-Mer
Cauville-sur-Mer é uma comuna francesa na região administrativa da Normandia, no departamento de Sena Marítimo. Estende-se por uma área de 11,2 km². Em 2010 a comuna tinha 1 598 habitantes (densidade: 142,7 hab./km²).